# Scrophularia fargesii
Scrophularia fargesii är en flenörtsväxtart som beskrevs av Adrien René Franchet. Scrophularia fargesii ingår i släktet flenörter, och familjen flenörtsväxter. Inga underarter finns listade i Catalogue of Life.